# 왈리드 레그라기
왈리드 레그라기(아랍어: وليد الركراكي, 베르베르어: ⵡⴰⵍⵉⴷ ⵔⴰⴳⵔⴰⴳⵉ, 1975년 9월 23일 ~ )는 프랑스에서 태어난 모로코의 전 축구 선수이자 현 축구 지도자로 현재 모로코 축구 국가대표팀의 감독을 맡고 있으며 선수 시절 포지션은 라이트 백이었다.

## 수상

### 클럽 (선수)
AC 아작시오
- 프랑스 리그되 : 우승 (2001-02)

### 국가대표팀 (선수)
모로코
- 아프리카 네이션스컵 : 준우승 (2004)

### 클럽 (지도자)
FUS 라바트
- 보톨라 : 우승 (2015-16)
- 모로코컵 : 우승 (2013-14), 준우승 (2014-15)
- CAF 컨페더레이션컵 : 4강 (2016, 2017)

 알두하일 SC
- 카타르 스타스 리그 : 우승 (2019-20)

위다드 AC
- 보톨라 : 우승 (2021-22)
- CAF 챔피언스리그 : 우승 (2021-22)

### 국가대표팀 (지도자)
모로코
- FIFA 월드컵 : 4위 (2022)

### 개인
- 보톨라 최우수 감독상 : 2015-16, 2021-22